# Реконкіста (Чилі)
Реконкіста (ісп. Reconquista) — період в історії Чилі та його війни за незалежність, що розпочався після поразки чилійських патріотів при Ранкагуа 2 жовтня 1814 року та завершився їхньою перемогою при Чакабуко 12 лютого 1817 року. Характеризувався відновленням у Чилі колоніальної іспанської влади після створення та діяльності чилійських органів самоуправління в 1810—1814 роках.

## Передумови
1810 року внаслідок французького завоювання Іспанії в Чилі були організовані власні органи самоуправління, відмінні від органів іспанської колоніальної влади. Було утворено Першу хунту, Національний конгрес та інші. Хоча вони не проголошували незалежності від Іспанії та не диференціювались від неї, ці події вважають початком війни за незалежність Чилі.
Наприкінці 1811 року владу в Чилі захопив Хосе Мігель Каррера. Ним було встановлено військову диктатуру. 1812 року Каррера видав Конституцію, яка передбачала статус Чилі як автономії в складі Іспанії. Водночас Каррера проводив цілком самостійну внутрішню та зовнішню політику. Було створено Національний інститут та Національну бібліотеку, запрошено консула США до Сантьяго.
Такі події в Чилі занепокоїли перуанського віцекороля Хосе Фернандо де Абаскаля. У 1813—1814 роках він відправив кілька військових експедицій, які виявилися невдалими.

## Початок Реконкісти

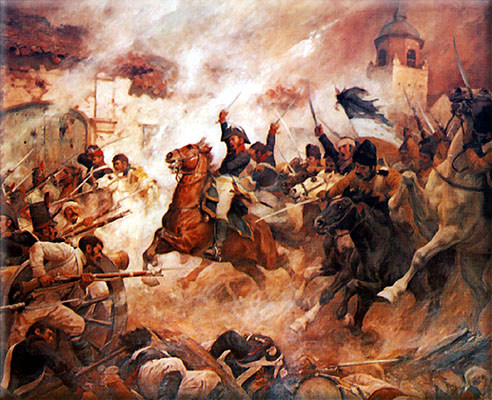
Битва при Ранкагуа

Влітку 1814 року чергову військову експедицію до Чилі розпочав Маріано Осоріо. За результатами битви при Ранкагуа, яка відбулася 1-2 жовтня 1814 року, чилійські патріоти на чолі з Хосе Мігелем Каррерою та Бернардо О'Гіґґінсом зазнали поразки. Вони були вимушені емігрувати закордон — до аргентинської провінції Мендоса.

## Відновлення іспанського колоніального режиму

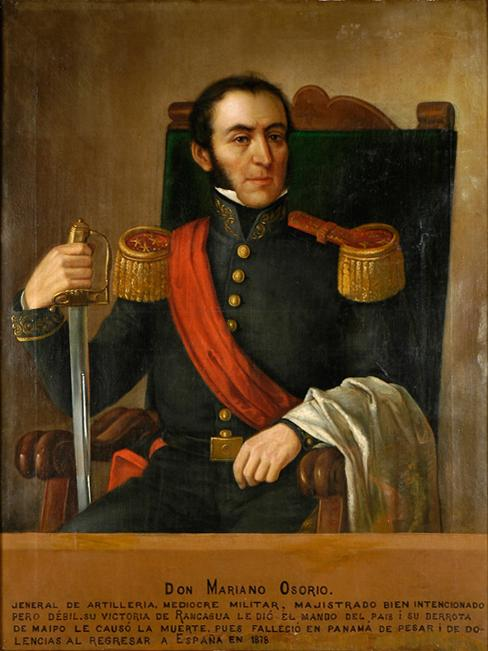
Маріано Осоріо

Бургундський хрест, який використовували іспанські роялісти

Станом на 9 жовтня 1814 року керівник військової експедиції Маріано Осоріо відновив усі органи колоніальної іспанської влади. Віцекороль Абаскаль призначив його губернатором Чилі.
Спочатку віцекороль Перу наказав Осоріо оголосити амністію та помилування усіх солдатів, що воювали на боці патріотів та залишилися в Чилі. Але проти цього виступив командир полку Талавера Вісенте Сан-Бруно. За його сприяння було створено віндикаційні (виправдовувальні) суди, які мали розглянути справи щодо всіх патріотів та тих, хто підозрювався у співпраці з ними. Більшість підсудних засудили до сплати штрафів, а за важчі обвинувачення відправляли у заслання на архіпелаг Хуан-Фернандес. Перший такий корабель відплив у листопаді 1814 року з міста Вальпараїсо. На архіпелазі патріоти постали перед великими труднощами, шукаючи прихистку в печерах. Від тих, хто втік до Мендоси, конфіскували майно.
У лютому 1815 року Вісенте Сан-Бруно вдав, що збирається відпустити всіх патріотів із в'язниці, щоб вони могли покинути Чилі, проте на виході з будівлі на в'язнів чекав стрілецький загін, який розстріляв їх. Такий крок обурив навіть найбільших роялістів.
За час свого губернаторства Маріано Осоріо відновив діяльність Королівської аудієнції в Сантьяго та Королівського університету Сан-Феліпе і ліквідував створені Каррерою Національний інститут та бібліотеку.

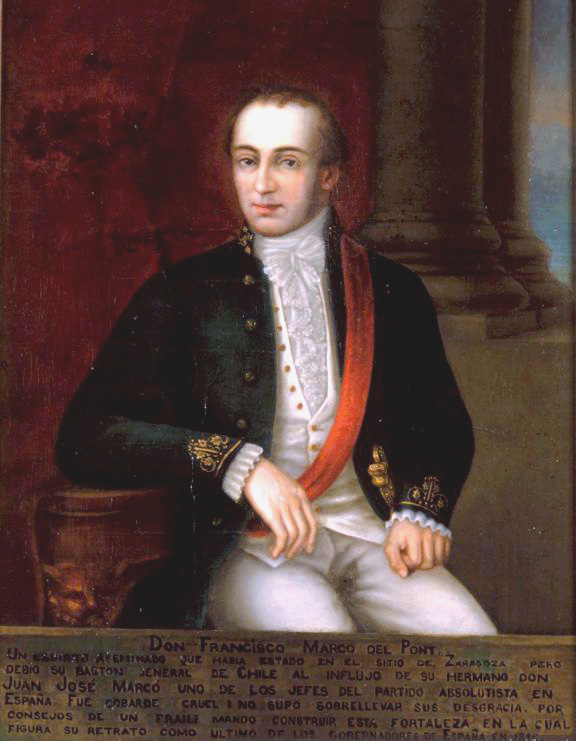
Франсіско Марко дель Понт

Через суперечності з віцекоролем Осоріо був звільнений 1815 року та замінений Франсіско Марко дель Понтом. Новий губернатор мав добрі стосунки із Вісенте Сан-Бруно, якого було призначено президентом Трибуналу громадської безпеки та спостереження. Цей орган займався організацією в Сантьяго терору. Крім того, було заборонено пересування по країні без дозволу губернатора. Було закрито чингани — публічні розважальні заклади.
Чилійські патріоти, перебуваючи у вигнанні, організували в Чилі партизанський рух. Його очолив Мануель Родрігес. За його голову губернатор дель Понт оголосив значну винагороду. Одного разу Родрігес відчинив двері карети дель Понта; той кинув йому срібну монету, не знаючи, що перед ним стоїть його ворог.

## Завершення Іспанської Реконкісти

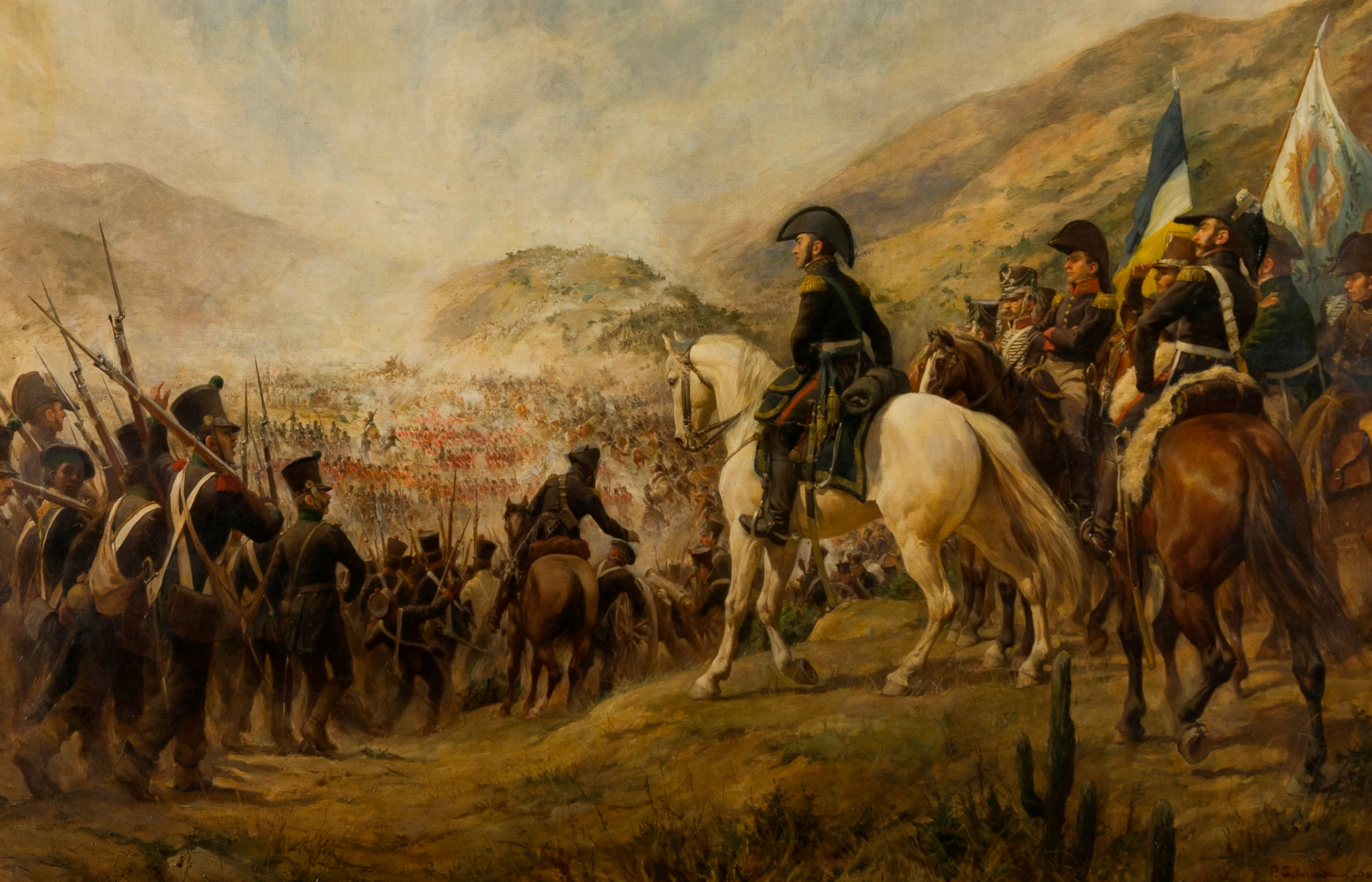
Битва при Чакабуко

Емігрувавши до Мендоси, чилійські патріоти на чолі з Бернардо О'Гіґґінсом почали разом із Хосе Франсіско де Сан-Мартіном, борцем за незалежність Аргентини, формувати сили для наступу на Чилі — Андську армію. 12 лютого 1817 року у битві при Чакабуко чилійці завдали поразки роялістським силам. Цю подію вважають завершенням періоду Реконкісти в Чилі. За кілька днів патріоти взяли Сантьяго.